# مسجد جامع مسکو
مسجد جامع مسکو نام مسجدی تاریخی و قدیمی در کلانشهر مسکو واقع در پایتخت فدراسیون روسیه می‌باشد، که در سال ۱۹۰۴ میلادی توسط معمار نیکولای ژوکوف بنیان‌گذاری شده است. این مسجد یکی از چهار مسجد فعال در مسکو می‌بود. مسجد جامع مسکو در نزدیک خیابان المپیک و در اطراف ورزشگاه سرپوشیده المپیک در مرکز مسکو واقع شده بود. این مسجد در دوران فعالیتش به عنوان مسجد مرکزی مسلمانان در روسیه شناخته می‌شد. همچنین گاهی اوقات مسجد جامع مسکو؛ مسجد تاتار نیز نامیده می‌شد، زیرا اغلب کسانی که از مسجد جامع مسکو برای عبادت استفاده می‌کردند را اقوام تاتار تشکیل می‌دادند. مسجد جامع در ژوئن سال ۲۰۰۸ میلادی به عنوان یک اثر وارد میراث فرهنگی روسیه شد ولی در پایان همان سال از فهرست میراث فرهنگی برداشته شد که به دنبال آن در سال ۲۰۱۱ بنا بر تصمیمات بحث برانگیزی مسجد تخریب شد، که این نخستین تخریب یک بنای مذهبی در مسکو بعد از سال ۱۹۷۸ بود. سرانجام در سال ۲۰۱۵ عملیات ساختمان جدید این مسجد پس از ۱۰ سال به اتمام رسید و با حضور ولادیمیر پوتین و جمعی از نمایندگان کشورهای اسلامی افتتاح شد. این مسجد در ۳۱ هزار متر مربع مساحت و در ۶ طبقه احداث شده و گنجایش پذیرایی ۱۰هزار نفر در درون و دست‌کم ۱۰هزار نفر در محوطه خود را دارا می باشد. هزینه ساخت این مسجد نزدیک ۱۵۰ میلیون یورو بوده است.